# 2007 a vasúti közlekedésben
Ez a szócikk a 2007-ben történt vasúti eseményeket mutatja be.

## Események a világban

### Január
- január 5. - Tajvan - A Tajvani nagysebességű vasút első menetrend szerinti útja.

### Február
- február 23. - Vasúti baleset Grayriggben, Angliában.

### Április
- április 3. – Franciaország - Egy átalakított TGV POS nagysebességű motorvonat Párizs és Strassbourg között 574,8 km/h-s rekordsebességre gyorsult egy kísérlet során.

## Események Magyarországon

### Március
- március 4. - a MÁV-START Zrt. megszüntette a személyszállítást 14 vasútvonalon és vonalszakaszon, mintegy 478 kilométeren.[1]

### Július
- július 1. – Az újonnan megalapított MÁV-START Zrt. veszi át a magyarországi vasúti személyszállítás üzemeltetését.
- július 16. – Ünnepélyesen megnyitják Ferihegy vasúti megállóhelyet.[2]